# Clube FM Fortaleza
A Clube FM Fortaleza é uma estação de rádio comercial brasileira sediada em Fortaleza, capital do estado do Ceará, que opera na frequência de 97,1 MHz em FM. De propriedade do Grupo de Comunicação O Povo, é afiliada à Rede Clube FM Brasil, do segmento popular. Foi inaugurada em 4 de dezembro de 2024 após semanas de testes na frequência, migrante dos 1 010 kHz, por onde operava a Rádio O Povo CBN, que após o fim do processo de migração AM–FM segue funcionando nos 95,5 MHz. Seus estúdios estão na sede do grupo, no bairro José Bonifácio, e seus transmissores estão na torre da TV Ceará, no bairro Aldeota.

## História
Em 7 de novembro de 2013 a então presidente da República Dilma Rousseff assinou um decreto que permitiu às estações de rádio do Brasil operantes na faixa de AM migrarem para a de FM. O Ministério das Comunicações (MCom) divulgou, em maio de 2014, uma relação de estações comerciais do país que apresentaram requerimento de uma outorga de frequência modulada, em que esteve incluída a Rádio O Povo CBN, da capital cearense Fortaleza, transmitida nos 1 010 kHz. Inaugurada em 1982 como AM do Povo, a estação pertencente ao Grupo de Comunicação O Povo, que segue linha de programação inteiramente jornalística, passou a funcionar na faixa de FM em outubro de 2012, quando estreou nos 95,5 MHz, até então utilizados pela coirmã Mix FM Fortaleza, enquanto os 1 010 kHz foram destinados à Rádio Globo O Povo. Em novembro de 2013 a estação de notícias retornou à AM, ficando, assim, em duas frequências simultaneamente.
Em fevereiro de 2021 engenheiros de radiodifusão de Fortaleza entregaram a um grupo de trabalho formado pelo MCom, Anatel e Abert, que obteve apoio da Associação Cearense de Emissoras de Rádio e Televisão (Acert), um pedido de migração das estações do município para a faixa convencional de FM, correspondente ao espaço entre 87,5 e 108 MHz. Até então toda a região metropolitana de Fortaleza havia sido contemplada com concessões da faixa estendida do dial, entre 76,1 e 87,3 MHz, sob a alegação de que não haveria espaço para novas estações nos canais tradicionais, porém houve dificuldades na sua difusão devido, sobretudo, à baixa adesão de receptores da nova faixa. A estação jornalística obteve em 6 de dezembro de 2022 o canal dos 97,1 MHz.

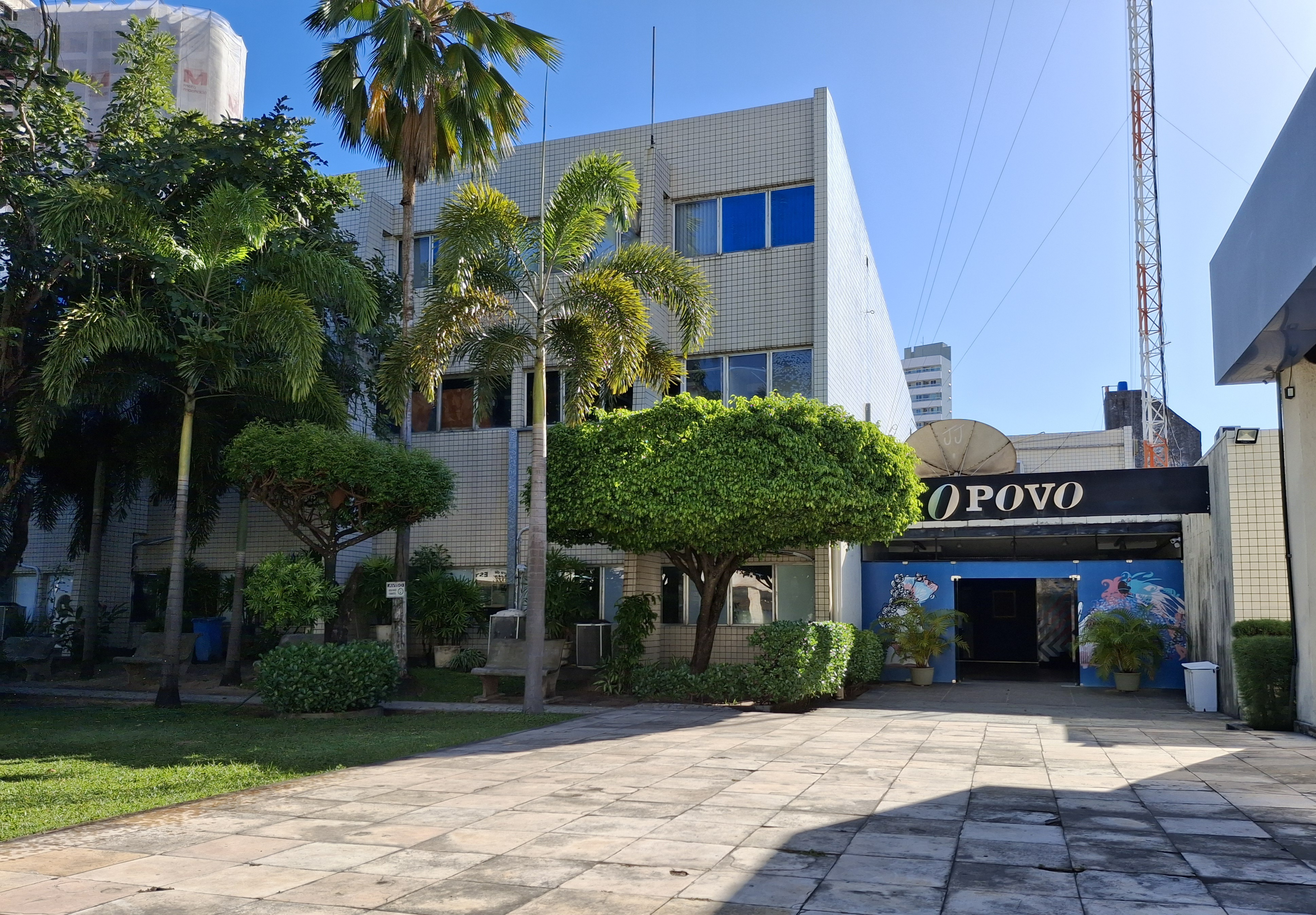
Fachada da sede do Grupo de Comunicação O Povo, onde a Clube FM Fortaleza está sediada

Em 17 de maio de 2024 a Rede Clube FM Brasil, rede popular com sede na capital federal Brasília, anunciou uma parceria com o Grupo O Povo para lançar uma afiliada em Fortaleza na frequência recebida pela Rádio O Povo CBN. Num primeiro momento prevista para junho, a estreia foi sendo adiada até que em 11 de novembro a operação dos 97,1 MHz foi iniciada com uma programação de expectativa para o lançamento oficial. Durante o mês os 1 010 kHz da Rádio O Povo CBN passaram por instabilidades técnicas até serem desligados em definitivo.
A Clube FM Fortaleza foi inaugurada em 4 de dezembro, às 8h, quando iniciou a conexão com Brasília transmitindo o programa Clube do Fã, onde os apresentadores Eddie Christopher e Gaby Gonçalves recepcionaram o público local. Horas antes a frequência chegou a sair do ar devido a uma chuva no município. O lançamento também foi marcado por uma cerimônia no evento de arquitetura Casacor Ceará, na Praia de Iracema, às 19h. O primeiro locutor da estação foi Fran Silveira, que retornou ao Grupo O Povo após ter comandado programas na antiga FM do Povo nos anos 1990. Seu programa estreou no dia 9.